# Basen infinity

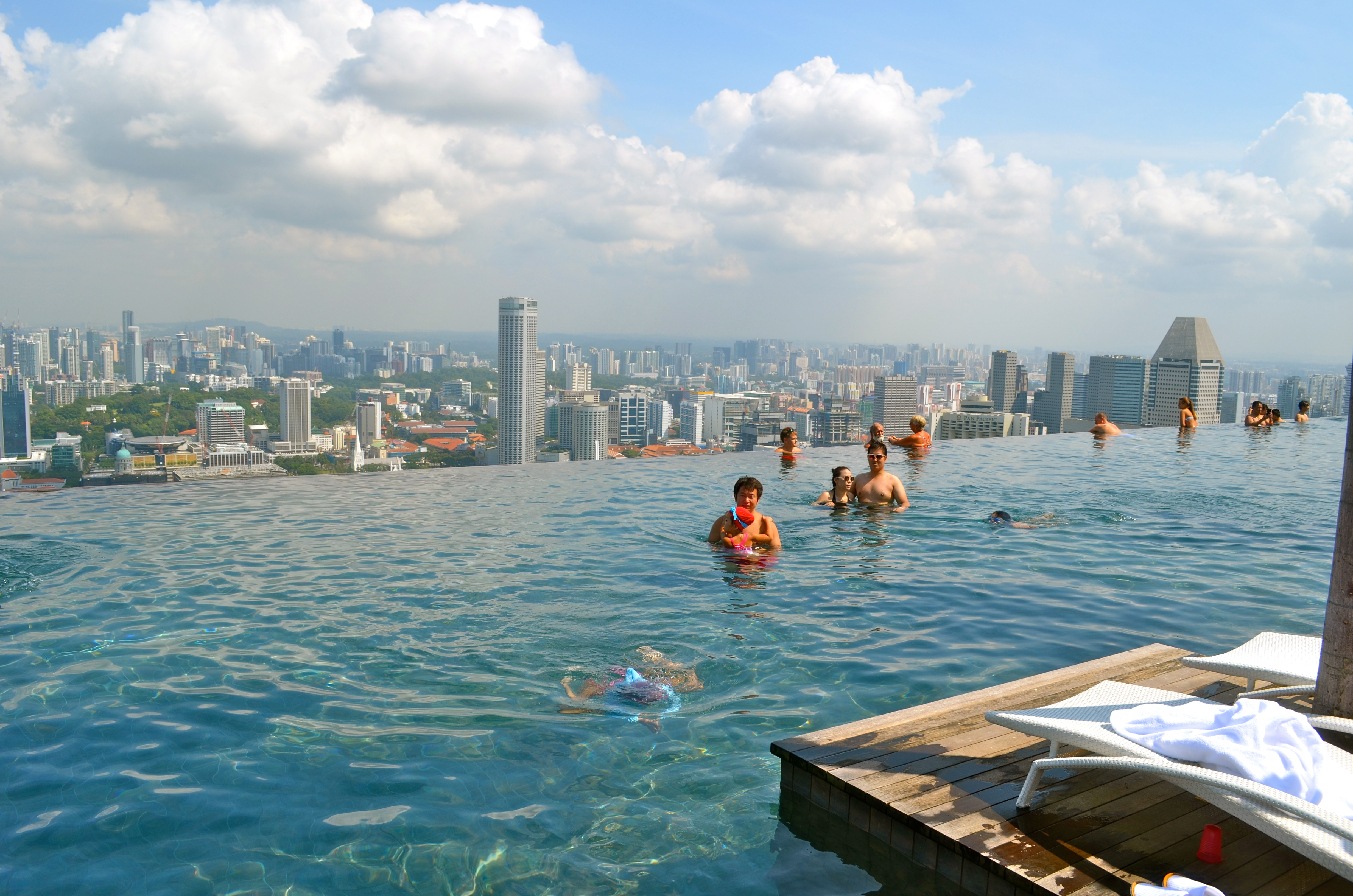
Basen w hotelu Marina Bay Sands w Singapurze, jeden z najsłynniejszych basenów infinity na świecie

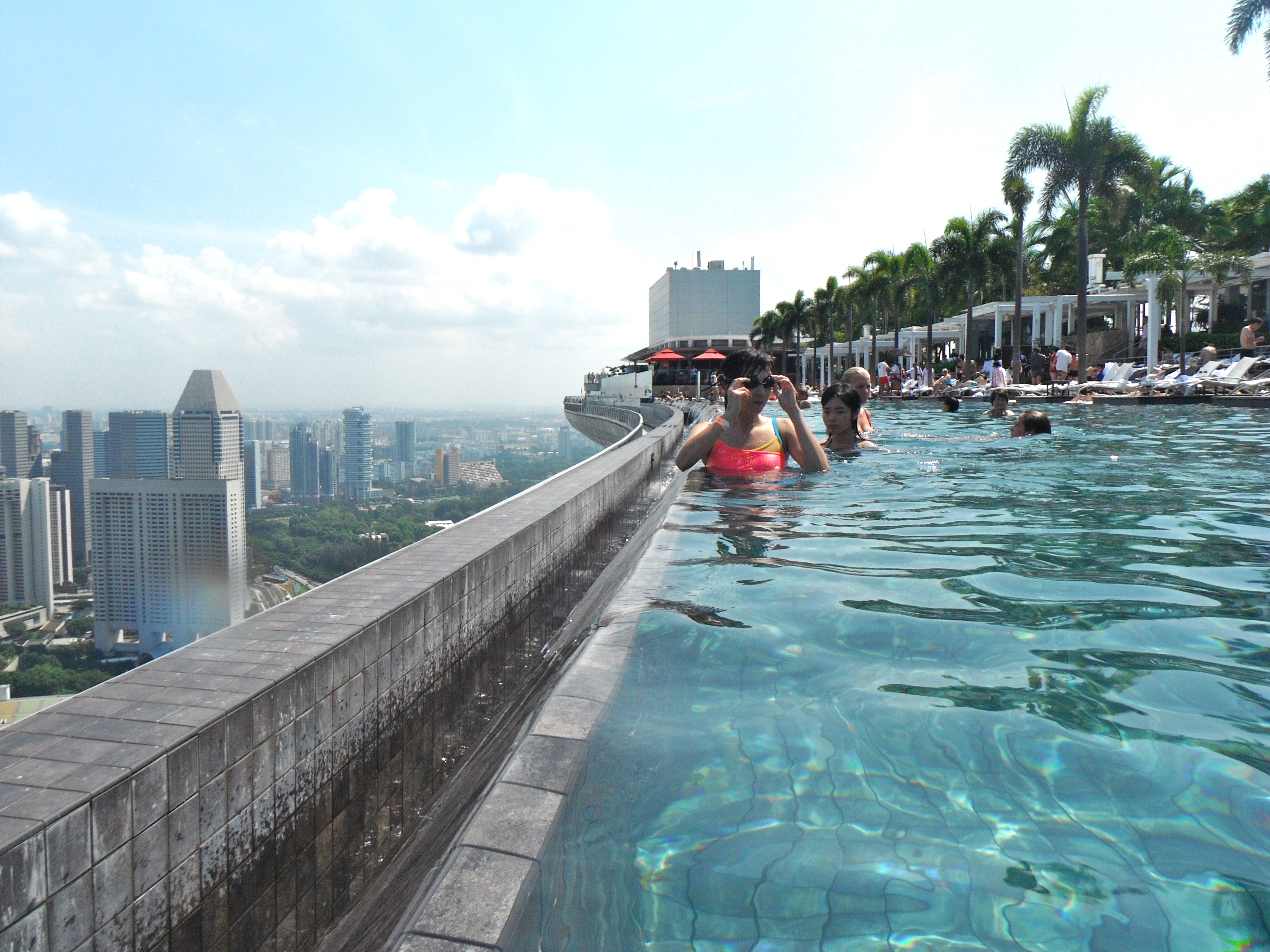
Ten sam basen z widocznym kanałem przelewowym

Basen infinity (ang. infinity – nieskończoność) – rodzaj basenu użytkowego lub dekoracyjnego, w którym co najmniej jedna krawędź jest ukryta tworząc wrażenie bezkresu.
Baseny typu infinty budowane są zwykle na dużych wysokościach np. na dachach hoteli lub naturalnych wzniesieniach, w miejscach, gdzie tworzą złudzenie zlewania się tafli basenu z niebem lub morzem czy jeziorem.

## Konstrukcja
Ukryta krawędź w tego typu basenach jest odpowiednio wyprofilowana, by nie wystawała ponad powierzchnię wody. Za krawędzią znajduje się kanał przelewowy, którym woda trafia do zbiornika buforowego, skąd następnie jest pompowana z powrotem do niecki tak, by utrzymać stały poziom wody w basenie. Może to być również konstrukcja złożona z kilku basenów ułożonych kaskadowo.

## Historia

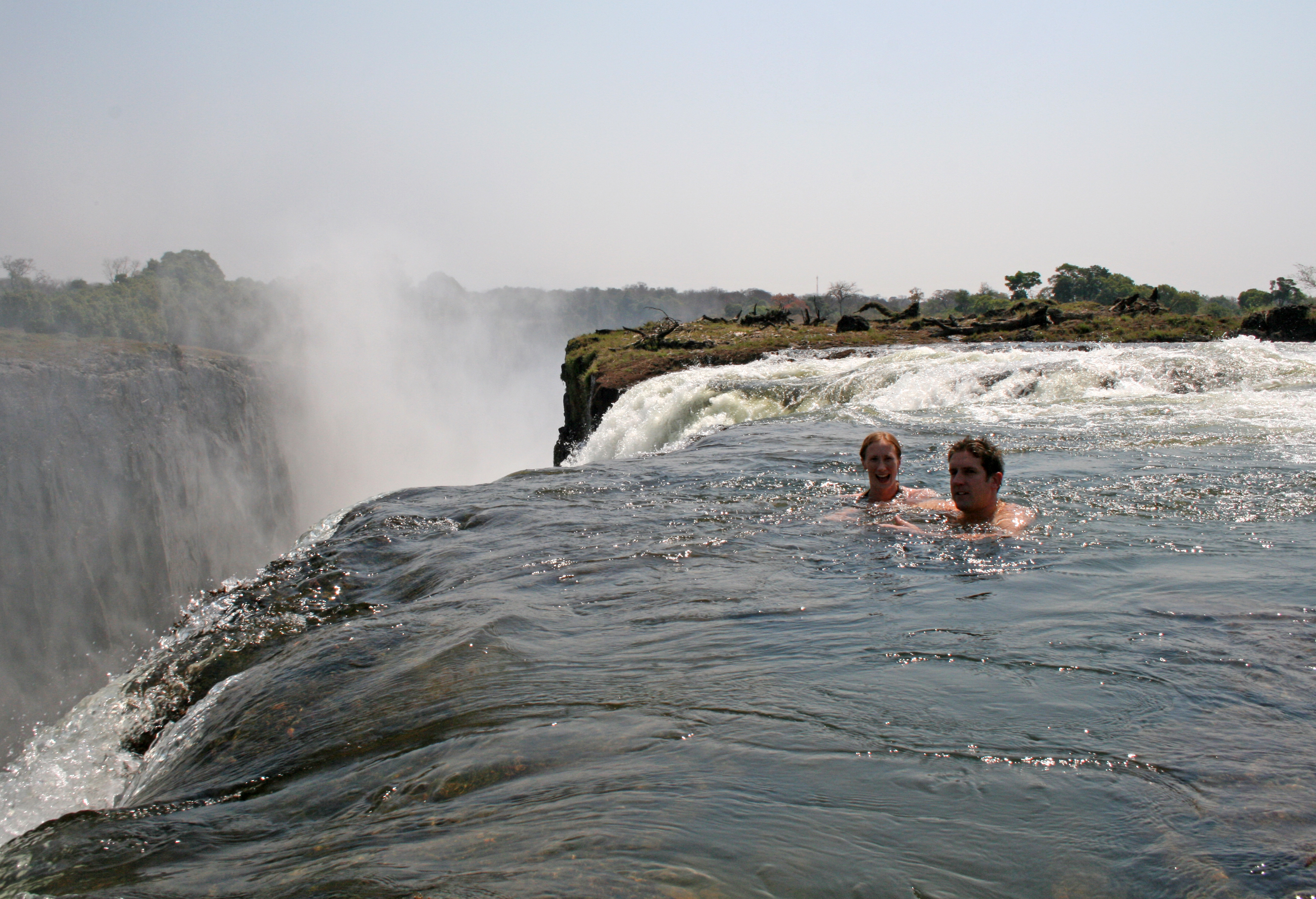
Naturalny Diabelski basen na terenie Wodospadów Wiktorii

Inspiracją dla tego typu rozwiązań są naturalne formacje wodne, np. Diabelski basen na terenie Wodospadów Wiktorii czy naturalne baseny w Pamukkale, a także gospodarcze systemy hydrotechniczne, np. uprawy ryżowe.
Jednym z pierwszych przykładów wykorzystania efektu jest XVII-wieczna fontanna Walka Zwierząt projektu Jacques’a Houzeau znajdująca się w pałacu w Wersalu. Za jednego z prekursorów basenów tego typu uznaje się amerykańskiego architekta Johna Lautnera, który zaczął budować baseny infinity w Kalifornii w połowie XX wieku.